# Edvard Danielsson
Edvard Emanuel "Vavva" Danielsson, född 20 augusti 1897 i Adolf Fredriks församling i Stockholm, död 9 oktober 1948 i Norrköpings Sankt Olai församling, var en svensk skådespelare.
Han var från 1945 gift med skådespelaren Gertrud Ahlin, född Palm. De är gravsatta på Krematorielundens begravningsplats i Norrköping.

## Filmografi i urval
Enligt Svensk Filmdatabas:

- 1940 – Familjen Björck
- 1940 – En, men ett lejon!
- 1941 – Stackars Ferdinand
- 1941 – Soliga Solberg
- 1942 – Ungdom i bojor
- 1942 – Tre glada tokar
- 1942 – Stinsen på Lyckås
- 1942 – Man glömmer ingenting
- 1942 – Jacobs stege
- 1942 – General von Döbeln
- 1942 – Det är min musik
- 1943 – Som du vill ha mej
- 1943 – Prästen som slog knockout
- 1943 – Kungsgatan
- 1943 – Elvira Madigan
- 1943 – Det brinner en eld
- 1944 – Narkos
- 1944 – Skeppar Jansson
- 1944 – När seklet var ungt
- 1944 – Kejsarn av Portugallien
- 1944 – Hets
- 1944 – Excellensen
- 1944 – Appassionata
- 1945 – Rattens musketörer
- 1945 – Kungliga patrasket
- 1945 – Gomorron Bill!
- 1946 – Rötägg
- 1946 – Pengar - en tragikomisk saga
- 1946 – Medan porten var stängd
- 1946 – Iris och löjtnantshjärta
- 1946 – Djurgårdskvällar
- 1946 – Det regnar på vår kärlek
- 1946 – Det är min modell
- 1947 – Två kvinnor
- 1947 – Pappa sökes
- 1947 – Jens Månsson i Amerika
- 1947 – En fluga gör ingen sommar
- 1947 – Den långa vägen
- 1948 – Hamnstad
- 1948 – En man gör sitt val
- 1948 – De valde friheten!
- 1949 – Hur tokigt som helst

## Teater

### Roller
| År   | Roll                         | Produktion                                                            | Regi               | Teater                           |
| ---- | ---------------------------- | --------------------------------------------------------------------- | ------------------ | -------------------------------- |
| 1929 |                              | Aldrig i livet Gustaf af Geijerstam                                   | Hugo Bolander      | Lilla Folkteatern                |
| 1929 | Harry Hawkins                | Parsängarna (Twin Beds) Edward Salisbury Field och Margaret Mayo      | Hugo Bolander      | Lilla Folkteatern                |
| 1941 | Pastorn                      | Fadren August Strindberg                                              | Ingmar Bergman     | Folke Walders turné              |
| 1942 |                              | Svart granit Sekel Nordenstrand                                       | Manne Grünberger   | Folkan                           |
| 1945 | Greve Max von Stammer        | Det blåser en vind (The Searching Wind) Lillian Hellman               | Harry Roeck-Hansen | Blancheteatern                   |
| 1947 | Broder Lorenzo               | Romeo och Julia (The Tragedy of Romeo and Juliet) William Shakespeare | Johan Falck        | Norrköping-Linköping stadsteater |
| 1947 | Kongressmedlem Norval Hedges | Född i går (Born Yesterday) Garson Kanin                              | Johan Falck        | Norrköping-Linköping stadsteater |
| 1947 |                              | Kungens paket Staffan Tjerneld och Alf Henrikson                      | Hans Dahlin        | Norrköping-Linköping stadsteater |
| 1947 |                              | Den heliga familjen Rudolf Värnlund                                   | Gunnar Skoglund    | Norrköping-Linköping stadsteater |
| 1947 |                              | Venus (One touch of Venus) S. J. Perelman, Ogden Nash och Kurt Weill  | Johan Falck        | Norrköping-Linköping stadsteater |
| 1948 | Brovakten                    | Erik XIV August Strindberg                                            | Johan Falck        | Norrköping-Linköping stadsteater |
| 1948 | Josef                        | De fyra små (Simone et la paix) Georges Roland                        | Hans Dahlin        | Norrköping-Linköping stadsteater |
| 1948 | Kongressmedlem Norval Hedges | Född i går (Born Yesterday) Garson Kanin                              | Johan Falck        | Norrköping-Linköping stadsteater |